# Eklogit
Eklogit je metamorfovaná hornina vyznačující se střední až hrubou zrnitostí nazelenalé barvy způsobené omfacitem, která pravděpodobně vzniká ve spodní kůře či ve svrchním plášti metamorfózou bazaltů zanořovaných subdukcí či krystalizací z prototaveniny. Jelikož eklogit vzniká ve velkých hloubkách, kde jsou značné tlaky a teploty, jsou jeho minerální fáze na povrchu nestabilní a taktéž má vysokou hustotu pohybující se okolo 3,5 g/cm−3. Eklogit je současně hlavní hornina vystupující ve schématu metamorfních facií, kde tvoří člen eklogitové facie.
Pojmenování zavedl z řeckého výrazu eclogae znamenající „výběr“ René Just Haüy, který tento název razil již od roku 1822, ale proti tomu se ohradil de Saussure, který eklogit pozoroval již o desetiletí dříve v Alpách. První chemická analýza pořízená kolem roku 1870 přinesla poznatky, že eklogity mají podobné chemické složení jako gabra, takže existovaly názory, že se jedná o formu gabra či variantu metamorfovaného gabra. Další analýzy potvrdily druhou variantu, že eklogit je variantou metamorfovaného gabra za vysokých tlaků, čehož se v roce 1920 využilo při sestavování schématu metamorfních facií, kde eklogit figuruje jako bezvodný ekvivalent amfibolitu v amfibolitové facii.
Od roku 1912 až do roku 1970 eklogit taktéž figuroval jako potenciální hornina tvořící vrstvu v zemském plášti, ale po sérii experimentů se ukázalo, že pravděpodobnější je vrstva peridotitu.

## Složení
Jedná se o velmi těžkou kompaktní horninu s vysokým obsahem křemičitanů:
- hořčíkem bohatý granát (almandin, pyrop) – červená barva v hornině
- pyroxen (omfacit) – zelená barva v hornině

Hornina je tak složena hlavně z těchto dvou minerálů, vedlejšími minerály mohou být plagioklas, glaukofán, kyanit, rutil a minerály epidotové skupiny. V některých případech tvoří horninu také další vysokotlaké minerály jako například kyanit.

## Vznik
Eklogit vzniká ve velkých hloubkách (spodní část zemské kůry až svrchní plášť) metamorfováním čedičů vznikajících v podmínkách eklogitové facie za vysokých teplot (mezi 400 °C až 900 °C) a tlaku nad 10 kbar. Na povrchu je eklogit celkem vzácný. Spíše se nachází jako xenolity v serpentinitu nebo kimberlitu. Větší tělesa těchto hornin se nalézají jako součásti horských pásem. Ty vznikají především zasunováním čedičového dna oceánu pod litosférické desky. Po dosažení určité hloubky (kolem 80 km) dramaticky vzrůstá teplota do takové úrovně, že tmavé křemičitany ztrácejí vodu a přeměňují se na těžké eklogity.

## Výskyt
V Českém masívu se eklogity vyskytují v horninách moldanubika, kutnohorského krystalinika a také krušnohorského krystalinika.